# Anthony Duclair
Anthony Duclair (* 26. srpna 1995 Montréal, Québec) je kanadský hokejista, hrající na pozici levého křídla. Nastupuje v severoamerické lize NHL za New York Islanders, jeho devátý klub v této lize.

## Kariéra

### Juniorská kariéra
Duclair strávil tři sezóny v klubu Quebec Remparts kanadské juniorské ligy QMJHL. V ročníku 2013/2014 dosáhl na hranici 50 gólů v 59 odehraných zápasech. Za své výkony byl zařazen do prvního All-Star týmu soutěže.

### Profesionální kariéra
V roce 2013 byl Duclair vybrán týmem New York Rangers ve třetím kole, jako celkově 80. volba vstupního draftu NHL a 2. ledna 2014 podepsal s Rangers vstupní smlouvu na tři roky.
Anthony Duclair pozitivně zapůsobil na vedení Rangers v přípravných zápasech pro sezónu 2014/2015, kdy dokázal zaznamenat celkem pět bodů v pěti zápasech, nejvíce z celého týmu. 6. října byli obránce Steven Kampfer spolu s centrem Andrew Yoganem vyměněni do klubu Florida Panthers za útočníka Joey Crabba, čímž se potvrdilo Duclairovo místo v základní sestavě pro úvodní zápas nadcházejícího ročníku. 27. října 2014, v utkání 9. kola proti Minnesotě Wild, Duclair vstřelil svou první branku. 6. ledna 2015 byl poslán na zbytek sezóny do Quebecu k Remparts.

### Arizona Coyotes
Dne 1. března 2015 byl Duclair vyměněn do Arizony Coyotes. Součástí obchodu byl na straně Rangers navíc obránce John Moore a dvě volby v draftu, za Coyotes pak obránci Keith Yandle a Chris Summers. Generální manažer Coyotes Don Maloney potvrdil spekulace fanoušků prohlášením, že získal Duclaira se záměrem vytvořit sehranou formaci s dalším jejich nováčkem Maxem Domim. Oba totiž hráli ve stejné řadě na Mistrovství světa juniorů 2015 a právě jejich souhra byla jedním z klíčových faktorů kanadské cesty za zlatem. Duo si v dresu Coyotes získalo přezdívku „The Killer D's“.
14. října 2015 si Duclair připsal svůj první hattrick v NHL ve vítězném duelu 3. kola proti Anaheim Ducks. Utkání skončilo stavem 4:0, jediným dalším střelcem utkání byl Max Domi, který navíc přihrál na jednu z Duclairových branek. V lednu 2018 byl Duclair vyměněn spolu s obráncem Adamem Clendeningem do Chicaga Blackhawks za útočníky Richarda Pánika a Laurenta Dauphina. Posledních 10 zápasů před transakcí se nevešel do základní sestavy Coyotes. Za Blackhawks odehrál 23 utkání, připsal si 2 branky a 6 přihrávek a po skončení sezóny mu nebyla nabídnuta nová smlouva.
V červenci podepsal jednoletý kontrakt na 650 tisíc dolarů (nejnižší možný) s klubem Columbus Blue Jackets. V únoru 2019 byl vyměněn spolu se dvěma volbami v druhém kole draftu za Ryana Dzingela a volbu v sedmém kole s Ottawou Senators. S Ottawou po skončení sezóny podepsal smlouvu v hodnotě 1,65 milionu dolarů pro další ročník. Následující sezóna 2019/2020 pro něj byla střelecky dosud nejlepší v kariéře, když v 66 zápasech zaznamenal 23 gólů a na 17 dalších přihrál. V lednu 2020 byl Ottawou vybrán pro NHL All-Star Game v St. Louis.

### Florida Panthers
Jako volný hráč v prosinci 2020 podepsal jednoletý kontrakt v hodnotě 1,7 milionu dolarů s Florida Panthers. Po 43 odehraných zápasech základní části, ve kterých vstřelil 10 branek a na 22 přihrál, s ním Panthers po sezóně prodloužili smlouvu o tři roky, během kterých si přišel na 9 milionů dolarů. Sezóna 2021/2022 byla jeho bodově nejúspěšnější a s Panthers postoupil do druhého kola play-off. Po sezóně si během tréninku přetrhl achilovku a musel podstoupit operaci, kvůli čemuž přišel o většinu základní části ročníku 2022/2023. V play-off Panthers prohráli ve finále 1:4 na zápasy proti Vegas Golden Knights, Duclair nasbíral ve 20 utkáních 11 bodů. Na začátku července 2023 jej Panthers, těsně pod hranicí platového stropu, vyměnili za Stevena Lorentze a volbu v pátém kole draftu v roce 2025 se San Jose Sharks. Za Sharks odehrál 56 utkání, ve kterých nasbíral 27 bodů, načež byl v březnu 2024 vyměněn za obránce Jacka Thompsona s klubem Tampa Bay Lightning.

### New York Islanders
Dne 1. července 2024 podepsal jako volný hráč čtyřletou smlouvu s New York Islanders v hodnotě 14 milionů dolarů. Během  zápasu pátého kola základní části utrpěl zranění třísel a vynechal dva měsíce. Ani po návratu na led zjevně nebyl tolik bruslivý jako před zraněním a nenaplňoval očekávání trápícího se týmu, což vyvrcholilo emotivním vyjádřením trenéra Islanders Patricka Roye ze začátku dubna na Duclairovu adresu, který podle něj hrál příšerně a vůbec se nesnažil. Posledních osm zápasů byl Duclair mimo sestavu, za celou sezónu 2024/2025 odehrál 44 utkání, v nichž dal sedm branek a na čtyři přihrál.

## Statistiky

### Klubové statistiky
| Sezona      | Klub                  | Soutěž      | Základní část | Základní část | Základní část | Základní část | Základní část | Play off | Play off | Play off | Play off | Play off |
| Sezona      | Klub                  | Soutěž      | Z             | G             | A             | B             | TM            | Z        | G        | A        | B        | TM       |
| ----------- | --------------------- | ----------- | ------------- | ------------- | ------------- | ------------- | ------------- | -------- | -------- | -------- | -------- | -------- |
| 2010/11     | Lac St-Louis Lions    | QMAAA       | 34            | 25            | 32            | 57            | 36            | 14       | 9        | 14       | 23       | 20       |
| 2011/12     | Quebec Remparts       | QMJHL       | 63            | 31            | 35            | 66            | 50            | 11       | 3        | 5        | 8        | 8        |
| 2012/13     | Quebec Remparts       | QMJHL       | 55            | 20            | 30            | 50            | 22            | 11       | 3        | 5        | 8        | 12       |
| 2013/14     | Quebec Remparts       | QMJHL       | 59            | 50            | 49            | 99            | 56            | —        | —        | —        | —        | —        |
| 2014/15     | New York Rangers      | NHL         | 18            | 1             | 6             | 7             | 4             | —        | —        | —        | —        | —        |
| 2014/15     | Quebec Remparts       | QMJHL       | 26            | 15            | 19            | 34            | 24            | 22       | 8        | 18       | 26       | 18       |
| 2015/16     | Arizona Coyotes       | NHL         | 81            | 20            | 24            | 44            | 49            | —        | —        | —        | —        | —        |
| 2016/17     | Arizona Coyotes       | NHL         | 58            | 5             | 10            | 15            | 14            | —        | —        | —        | —        | —        |
| 2017/18     | Arizona Coyotes       | NHL         | 33            | 9             | 6             | 15            | 10            | —        | —        | —        | —        | —        |
| 2017/18     | Chicago Blackhawks    | NHL         | 23            | 2             | 6             | 8             | 6             | —        | —        | —        | —        | —        |
| 2018/19     | Columbus Blue Jackets | NHL         | 53            | 11            | 8             | 19            | 12            | —        | —        | —        | —        | —        |
| 2018/19     | Ottawa Senators       | NHL         | 21            | 8             | 6             | 14            | 2             | —        | —        | —        | —        | —        |
| 2019/20     | Ottawa Senators       | NHL         | 66            | 23            | 17            | 40            | 18            | —        | —        | —        | —        | —        |
| 2020/21     | Florida Panthers      | NHL         | 43            | 10            | 22            | 32            | 18            | 6        | 0        | 0        | 0        | 6        |
| 2021/22     | Florida Panthers      | NHL         | 74            | 31            | 27            | 58            | 30            | 8        | 1        | 2        | 3        | 4        |
| 2022/23     | Florida Panthers      | NHL         | 20            | 2             | 7             | 9             | 2             | 20       | 4        | 7        | 11       | 16       |
| 2023/24     | San Jose Sharks       | NHL         | 56            | 16            | 11            | 27            | 28            | —        | —        | —        | —        | —        |
| 2023/24     | Tampa Bay Lightning   | NHL         | 17            | 8             | 7             | 15            | 6             | 5        | 0        | 2        | 2        | 0        |
| 2024/25     | New York Islanders    | NHL         | 44            | 7             | 4             | 11            | 10            | —        | —        | —        | —        | —        |
| NHL celkově | NHL celkově           | NHL celkově | 607           | 153           | 151           | 314           | 209           | 39       | 5        | 11       | 16       | 26       |

### Reprezentační statistiky
| 2011                   | Kanada-Quebec          | MS–17                  | 6  | 0 | 4  | 4  | 4  |
| 2012                   | Kanada-Quebec          | MS-17                  | 4  | 0 | 1  | 1  | 8  |
| 2012                   | Kanada 18              | MIH                    | 5  | 1 | 1  | 2  | 8  |
| 2015                   | Kanada 20              | MSJ                    | 7  | 4 | 4  | 8  | 16 |
| Juniorská reprezentace | Juniorská reprezentace | Juniorská reprezentace | 22 | 5 | 10 | 15 | 36 |